# Mäntyharju
Mäntyharju est une municipalité du sud-est de la Finlande, dans la région de Savonie du Sud et la province de Finlande orientale.

## Histoire
Municipalité la plus méridionale de la Savonie du Sud. Historiquement, elle occupait une position frontalière entre le Häme, la Savonie et l'Uusimaa. Elle s'est retrouvée coupée en deux par la frontière Suède-Russie après le traité d'Åbo de 1743. À l'époque du Grand-duché de Finlande, elle fait d'abord partie de l'actuelle Vallée de la Kymi avant d'être rattachée à la province de Mikkeli en 1822. En 1929, la municipalité de Pertunmaa devient autonome.

## Géographie
Les lacs couvrent 19 % du territoire, un pourcentage assez typique de la région des lacs. La forêt occupe l'essentiel de l'espace, dans un paysage sculpté par les glaciers (Mäntyharju signifie d'ailleurs esker du pin en finnois, ce qui se retrouve sur le blason). Ce paysage pittoresque lui vaut d'abriter une des plus fortes concentrations de maisons de vacances, environ 4 600 unités, bordant pour la plupart les 1 520 km de berges que compte la municipalité. La commune appartient majoritairement au bassin du fleuve Kymijoki.
Le centre administratif regroupe 2/3 des habitants, le reste se répartissant entre 37 villages faiblement peuplés. La nationale 5, le principal axe routier traversant la commune (Heinola-Mikkeli-Kuopio-Sodankylä), évite le village centre.
Les municipalités et régions limitrophes sont Pertunmaa au nord-ouest, Hirvensalmi au nord, Ristiina au nord-est, mais aussi Suomenniemi et Savitaipale au sud-est (Carélie du Sud), Valkeala au sud et Jaala au sud-ouest (les 2 dans la Vallée de la Kymi) et enfin Heinola à l'ouest (Päijät-Häme).

## Démographie
Depuis 1980, l'évolution démographique de Mäntyharju est la suivante, :
| Année      | 1980  | 1985  | 1990  | 1995  | 2000  | 2005  |
| ---------- | ----- | ----- | ----- | ----- | ----- | ----- |
| population | 8 156 | 8 071 | 7 774 | 7 498 | 7 131 | 6 862 |

| Année      | 2010  | 2015  | 2020  |
| ---------- | ----- | ----- | ----- |
| population | 6 456 | 6 235 | 5 786 |

## Économie

### Principales sociétés
En 2020, les principales entreprises de Mäntyharju par chiffre d'affaires sont :
| Société                          | C.A.  |
| -------------------------------- | ----- |
| Woikoski Oy Ab                   | 59 M€ |
| Exel Composites Oyj              | 34 M€ |
| Veisto Oy                        | 27 M€ |
| Kieppi Sawmill Oy                | 17 M€ |
| Sora ja Betoni, V. Suutarinen Oy | 15M€  |
| Maarakennus Suutarinen Oy        | 9 M€  |
| Polaria Oy                       | 8 M€  |
| Rakennusliike V. Mättölä Oy      | 8 M€  |
| Ideachip Machine Oy              | 5 M€  |
| Kongan Konepaja Oy               | 4 M€  |

### Principaux employeurs
En 2020, les principaux employeurs sont :
| Employeur                   | Emplois |
| --------------------------- | ------- |
| Exel Composites Oyj, siège  | 227     |
| Woikoski Oy Ab              | 191     |
| Veisto Oy                   | 157     |
| Polaria Oy                  | 43      |
| Kieppi Sawmill Oy           | 35      |
| Rakennusliike V. Mättölä Oy | 33      |
| Punavaara Oy                | 21      |
| Ravintola Krouvi            | 15      |
| Taidekeskus Salmela         | 15      |
| Taimityllilä Oy             | 11      |

## Transports
Mäntyharju est traversée par les routes nationales 5 et  15 ainsi que par les routes régionales 381 et 419.
La gare de Mäntyharju (fi) est située sur la voie ferrée Kouvola–Iisalmi.

## Galerie

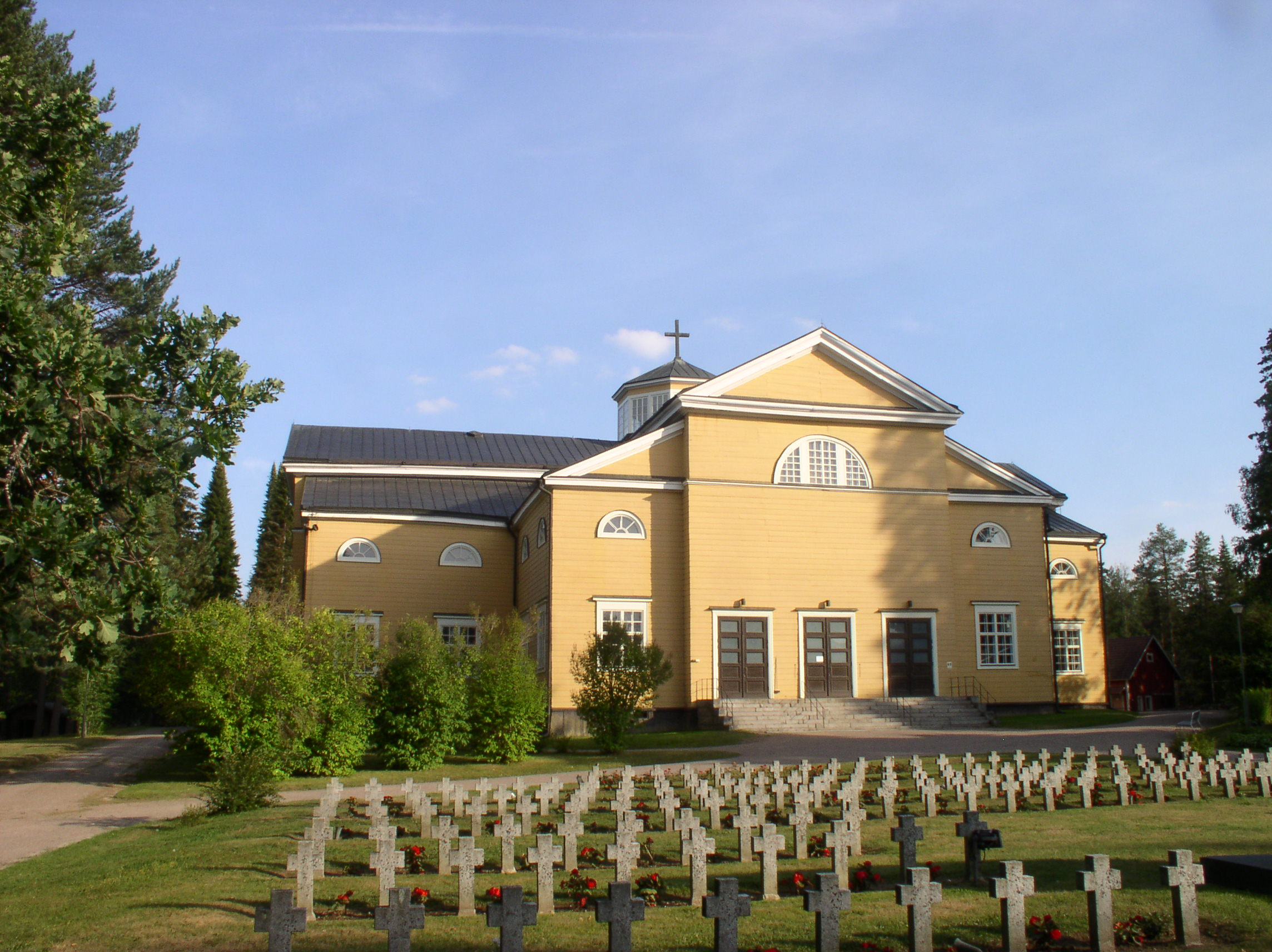
Église de Mäntyharju.
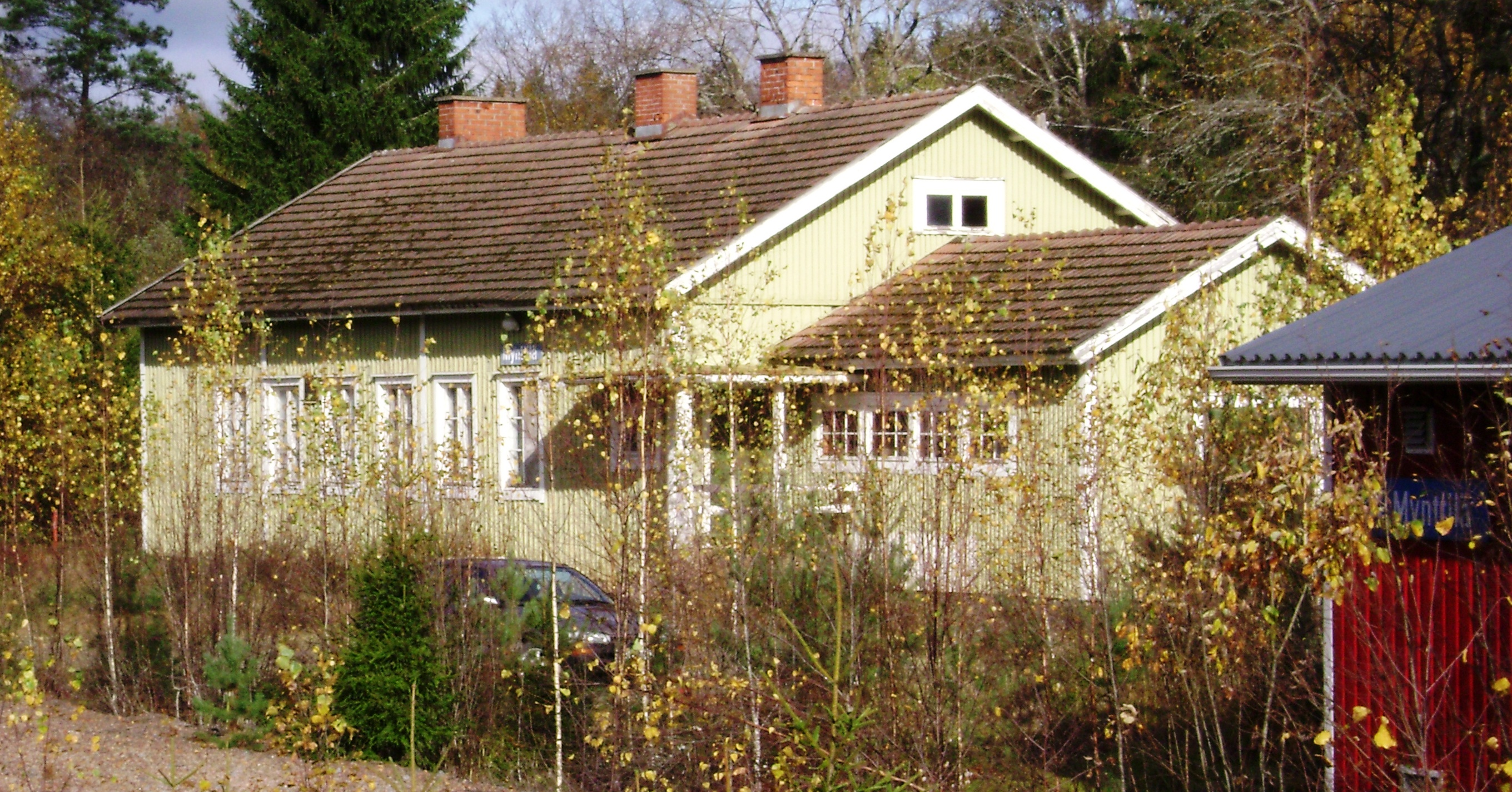
Gare de Mynttilä.
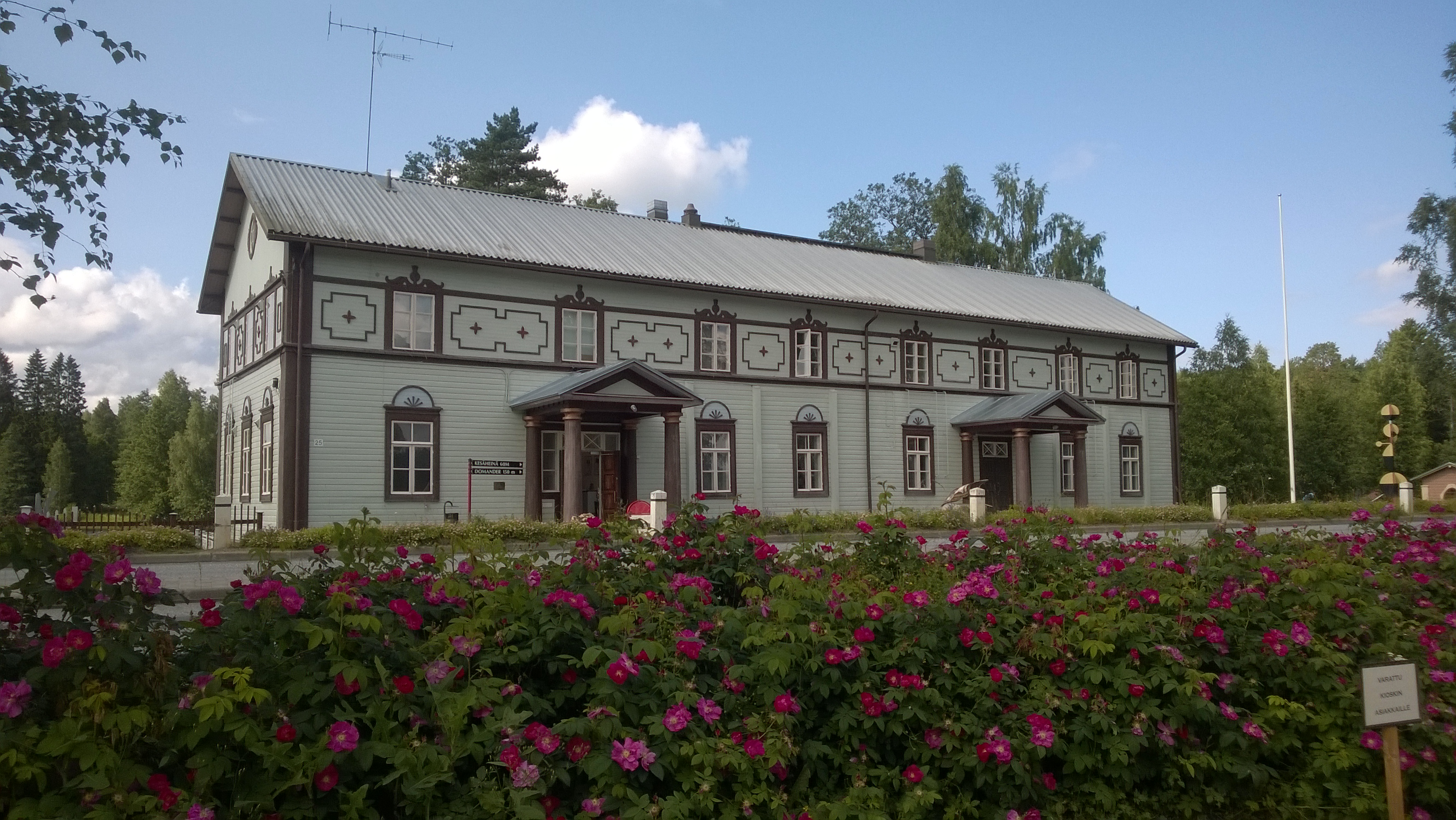
Centre artistique Salmela.
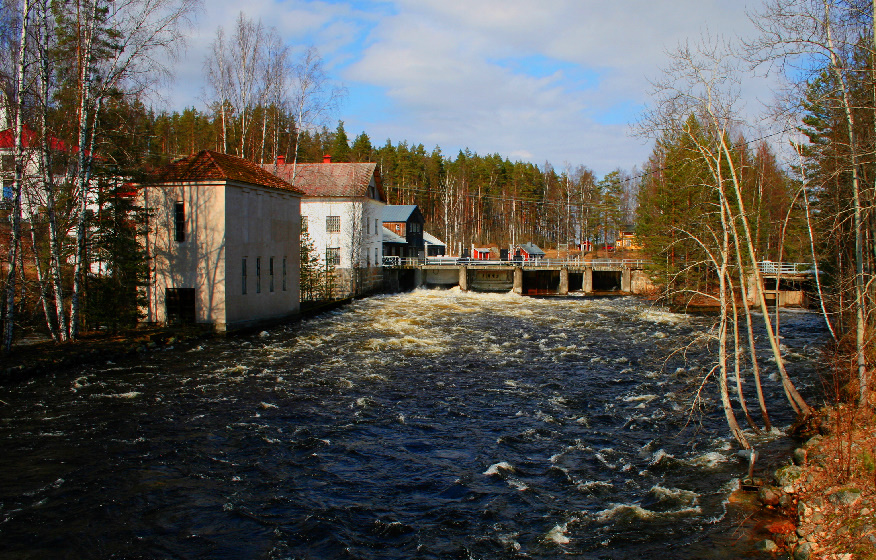
Rapides de Voikoski.
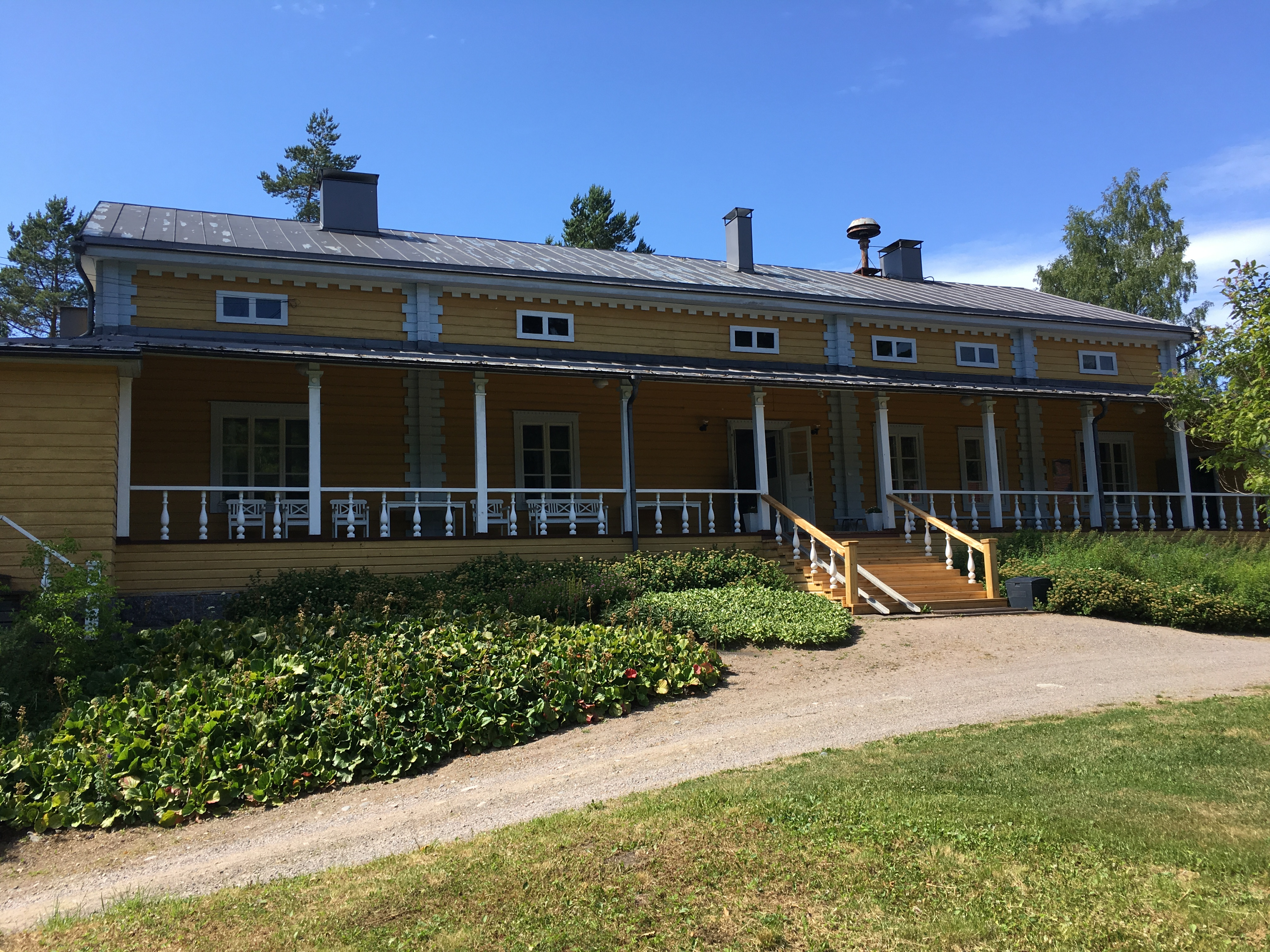
Presbytère.